# محمد شعاع فاخر
السيد محمد شعاع فاخر (1360 هـ - الآن). هو رجل دين شيعي وخطيب حسيني وشاعر وأديب عربي إيراني أهوازي. ولد سنة 1360 هـ في الضفة الشمالية من شط العرب. ابتدأ دراسته الدينية في مدينة الأهواز، ثم هاجر إلى العراق للالتحاق بحوزة النجف لإكمال دراسته وكان عضواً في الرابطة الأدبية في النجف، ثم عاد بعد فترة إلى الأهواز وحضر عند العلامة الكرمي، ثم آثر الإقبال على الخطابة والكتابة.

## أعماله
| المؤلّفات - حجة الشيعة الكبرى. - دفاع عن السيد المسيح. - جهاد كربلاء والإنسان. - أنا الشاعر. ديوان شعر. - بنات النبي لا ربائبه. يعرض فيه أدلَّته على كون رقية وزينب وأم كلثوم بناتٍ حقيقيَّات للنبي محمد، ولسن ربائبه، وقد صرَّح جعفر مرتضى العاملي برده عليه حيث يذهب العاملي إلى كونهنَّ ربائب. - الحسين مأتم الإسلام. - منية الخطيب. - فاطمة الزهراء. محاضرات متنوعة، قام هو بإلقائها ثم حرّرها وجعلها في هذا الكتاب. - الحكم والأخلاق في منطق الثورة الحسينية. - هذه هي البهائية. في نقد الديانة البهائيَّة. - مسامير في نعش الليل. - المتعة من جديد. | الترجمات بالإضافة لمؤلّفاته فإنّ لشعاع فاخر بعض الأعمال التي ترجمها من الفارسية إلى العربية، فمنها: \| كامل البهائي \| عماد الدين الطبري \| \| روضة الشهداء \| حسين الكاشفي \| \| مجالس المؤمنين \| نور الله التستري \| \| القمقام الزخار والصمصام البتار \| فرهاد ميرزا معتمد الدولة \| \| شفاء الصدور في شرح زيارة العاشور \| أبو الفضل الطهراني \| \| الكبريت الأحمر في شرائط المنبر \| محمد باقر البيرجندي \| \| فرسان الهيجاء في تراجم أصحاب سيد الشهداء \| ذبيح الله المحلاتي \| \| فاطمة الزهراء أم أبيها \| عبد الحسين الأميني[1] \| |
| كامل البهائي | عماد الدين الطبري |
| روضة الشهداء | حسين الكاشفي |
| مجالس المؤمنين | نور الله التستري |
| القمقام الزخار والصمصام البتار | فرهاد ميرزا معتمد الدولة |
| شفاء الصدور في شرح زيارة العاشور | أبو الفضل الطهراني |
| الكبريت الأحمر في شرائط المنبر | محمد باقر البيرجندي |
| فرسان الهيجاء في تراجم أصحاب سيد الشهداء | ذبيح الله المحلاتي |
| فاطمة الزهراء أم أبيها | عبد الحسين الأميني |

## شعره
شعاع فاخر ناظمٌ للأشعار العربيَّة، وله ديوان شعري مطبوع بعنوان أنا الشاعر، وقد دوَّن عبد الله الحسن بعض أشعاره فيما يختصٌّ بعاشوراء في كتابه ليلة عاشوراء في الحديث والأدب، فمما نقله: